# Episodi de L'ispettore Barnaby (quattordicesima stagione)
La quattordicesima stagione del telefilm L'ispettore Barnaby è andata in onda nel Regno Unito a partire dal 23 marzo 2011 sul network ITV.
| nº | Titolo originale           | Titolo italiano                    | Prima TV UK       | Prima TV Italia  |
| -- | -------------------------- | ---------------------------------- | ----------------- | ---------------- |
| 1  | Death In The Slow Lane     | La morte arriva su un'auto d'epoca | 23 marzo 2011     | 8 ottobre 2011   |
| 2  | Dark Secrets               | Oscuri segreti                     | 30 marzo 2011     | 15 ottobre 2011  |
| 3  | Echoes Of The Dead         | Matrimonio con la morte            | 20 aprile 2011    | 22 ottobre 2011  |
| 4  | The Oblong Murders         | Missione sotto copertura           | 25 maggio 2011    | 30 ottobre 2011  |
| 5  | The Sleeper Under The Hill | I druidi della nuova alba          | 21 settembre 2011 | 31 gennaio 2012  |
| 6  | The Night Of The Stag      | La notte della bestia              | 12 ottobre 2011   | 21 febbraio 2012 |
| 7  | A Sacred Trust             | Ferite di guerra                   | 26 ottobre 2011   | 28 febbraio 2012 |
| 8  | A Rare Bird                | Un uccello raro                    | 11 gennaio 2012   | 6 marzo 2012     |